# Уральський державний гірничий університет
Уральський державний гірничий університет (рос. Уральский государственный горный университет) — спеціалізований вищий навчальний заклад у Єкатеринбурзі (РФ). Заснований 1914, до 1917 носив ім'я Уральский горный институт Императора Николая II. З 2004 - сучасний статус. 

## Історія
Найстаріший вищий навчальний заклад на Середньому Уралі. Пропонує освіту в галузі геології, геофізики, техніки та управління гірничодобувної промисловості, геологорозвідки.  Геологи з університету виявили сотні родовищ на Уралі і в Сибіру. 

## Спеціалізація
Факультети: 
- гірничо-технологічний;
- гірничо-механічний;
- інженерно-економічний;
- світової економіки та бізнесу;
- геології та геофізики;
- цивільного захисту;
- коледж міського господарства.

## Сучасна діяльність
Одну з кафедр університету очолює український геолог, голова Уральського союзу українців Стефан Паняк. 